# La Gauloise (liqueur)
 (mars 2020).
 (août 2023).
Pour les articles homonymes, voir La Gauloise.
La Gauloise est une liqueur à base de plantes et d'eau de vie, originaire de Corrèze, dans le centre de la France. La recette remonterait à l'époque gallo-romaine où les légionnaires romains auraient préféré cette liqueur locale au vin. Remise en circulation par la famille Requier[source insuffisante] à partir de 1783, elle est désormais fabriquée par la « distillerie du centre » à Limoges.

## Historique
Selon la légende, les légionnaires romains stationnés au centre de la Gaule auraient grandement apprécié cette liqueur locale, voire l'auraient préféré au vin qu'ils recevaient en solde ou encore à l'hydromel. 
La recette en aurait été redécouverte par un certain Edouard Requier, distillateur et liquoriste à Périgueux, en 1783 dans un grimoire. En hommage à la légende, la liqueur prit le nom de « La Gauloise ». Cet Edouard Requier est l'ancêtre de la famille exploitant la dite liqueur, et dont le membre le plus actif fut Édouard Louis Requier (1855-1909)
La Gauloise, qui peut être consommée aussi bien pure que dans un cocktail, ou un café, remporta des distinctions dans des concours internationaux (Amsterdam, Bruxelles, Liège, Milan, Londres, Glasgow, Vienne (Autriche), Saint-Louis (Etats-Unis), Hanoï  (Vietnam), notamment la Médaille d'Or à l'Exposition Universelle de Paris en 1889 et elle fut déclarée Hors Concours lors de l'Exposition Universelle de Paris en 1900.

## Variétés
- La Gauloise verte (48°)
- La Gauloise jaune (40°)

## Récompenses
- 1894 Médaille d’Or, Exposition Universelle Lyon
- 1895 Diplôme d’honneur, Exposition Universelle Amsterdam (Pays-Bas)
- 1895 Hors Concours - Membre du Jury, Exposition Universelle Bordeaux
- 1897 Hors Concours - Membre du Jury, Exposition Universelle Bruxelles (Belgique)
- 1899 Diplôme d’honneur, Exposition Internationale Vienne (Autriche)
- 1900 Hors Concours - Membre du Jury, Exposition Universelle Paris
- 1901 Hors Concours, Exposition Internationale Glasgow (Ecosse)
- 1903 Grand Prix, Exposition Hanoï (Vietnam)
- 1904 Grand Prix, Exposition Universelle Saint-Louis (Etats-Unis)
- 1905 Hors Concours - Membre du Jury, Exposition Universelle Liège (Belgique)
- 1906 Grand Prix, Exposition Universelle Milan (Italie)
- 1908 Grand Prix, Exposition Universelle Londres (Royaume-Uni)
- 2017 Médaille d’Argent, Concours Général Agricole Paris